# Dead Letter Office
Dead Letter Office és una compilació de rareses i cares-B de la banda estatunidenca de rock alternatiu R.E.M., publicat el 27 d'abril de 1987 per I.R.S. Records. Es tracta d'una col·lecció de cançons enregistrades per R.E.M. des de l'inici de la seva trajectòria fins Lifes Rich Pageant (1986), moltes d'elles publicades internacionalment com a cara-B d'altres senzills. La majoria són versions de les seves cançons favorites que denoten les influències i gustos musicals de la banda.
L'edició inicial en vinil i casset es va publicar amb una col·lecció de 15 cançons, però l'edició en CD publicada posteriorment també va incloure les cinc cançons de l'EP Chronic Town (1982). Una dècada després (1993), I.R.S. va rellançar l'àlbum a Europa amb dues cançons extres.
L'àlbum va arribar a la 52è lloc de la llista estatunidenca i el 60è de la britànica.

## Llista de cançons
Totes les cançons foren escrites i compostes per Bill Berry, Peter Buck, Mike Mills i Michael Stipe, excepte les indicades. 
| 1. | «Crazy» (cara-B dels senzills «Driver 8» i «Wendell Gee»)       | Randy Bewley, Vanessa Briscoe, Curtis Crowe, Michael Lachowski | 3:03 |
| 2. | «There She Goes Again» (cara-B del senzill «Radio Free Europe») | Lou Reed                                                       | 2:50 |
| 3. | «Burning Down» (cara-B del senzill «Wendell Gee»)               |                                                                | 4:12 |
| 4. | «Voice of Harold» (cara-B del senzill «So. Central Rain»)       |                                                                | 4:24 |
| 5. | «Burning Hell» (cara-B del senzill «Cant Get There from Here»)  |                                                                | 3:49 |
| 6. | «White Tornado» (cara-B del senzill «Superman»)                 |                                                                | 1:55 |
| 7. | «Toys in the Attic» (cara-B del senzill «Fall on Me»)           | Steven Tyler, Joe Perry                                        | 2:28 |

| 8.  | «Windout» (banda sonora de Comiat de solter)                | Jerry Ayers, Berry, Buck, Mills, Stipe    | 1:58 |
| 9.  | «Ages of You» (cara-B del senzill «Wendell Gee»)            |                                           | 3:42 |
| 10. | «Pale Blue Eyes» (cara-B del senzill «So. Central Rain»)    |                                           | 2:53 |
| 11. | «Rotary Ten» (cara-B del senzill «Fall on Me»)              |                                           | 2:00 |
| 12. | «Bandwagon» (cara-B del senzill «Cant Get There from Here») | Berry, Buck, Mills, Lynda Stipe, M. Stipe | 2:16 |
| 13. | «Femme Fatale» (cara-B del senzill «Superman»)              | Reed                                      | 2:49 |
| 14. | «Walters Theme» (cara-B del senzill «So. Central Rain»)     |                                           | 1:32 |
| 15. | «King of the Road» (cara-B del senzill «So. Central Rain»)  | Roger Miller                              | 3:13 |

| 16. | «Wolves, Lower»                | 4:10 |
| 17. | «Gardening at Night»           | 3:29 |
| 18. | «Carnival of Sorts (Box Cars)» | 3:54 |
| 19. | «1,000,000»                    | 3:06 |
| 20. | «Stumble»                      | 5:40 |

| 21. | «Gardening at Night» (versió acústica) | 3:53 |
| 22. | «All the Right Friends»                | 3:53 |